# Volta a Llombardia 1956
La Volta a Llombardia 1956 fou la 50a edició de la Volta a Llombardia. Aquesta cursa ciclista organitzada per La Gazzetta dello Sport es va disputar el 21 d'octubre de 1956 amb sortida i arribada a Milà després d'un recorregut de 240 km. És la darrera prova de la Challenge Desgrange-Colombo
El francès André Darrigade (Bianchi-Pirelli) guanyà la cursa en imposar-se en l'esprint final als italians Fausto Coppi (Carpano-Coppi) i Fiorenzo Magni (Nivea-Fuchs).

## Desenvolupament
Després de la pujada de Madonna del Ghisallo (70 km a meta) s'escapen Fausto Coppi i Diego Ronchini, que són neutralitzats a 8 km del Velòdrom Vigorelli per un grup de setze corredors. Així, la prova es decideix a l'esprint on s'imposa André Darrigade després de remuntar en el darrer instant als italians Fausto Coppi i Fiorenzo Magni.

## Classificació general
|    | Ciclista                | Equip                 | Temps      |
| -- | ----------------------- | --------------------- | ---------- |
| 1  | André Darrigade (FRA)   | Bianchi-Pirelli       | 6h 14' 20" |
| 2  | Fausto Coppi (ITA)      | Carpano-Coppi         | m. t.      |
| 3  | Fiorenzo Magni (ITA)    | Nivea-Fuchs           | m. t.      |
| 4  | Giorgio Albani (ITA)    | Legnano               | m. t.      |
| 5  | Bruno Monti (ITA)       | Atala                 | m. t.      |
| 6  | Roger Decock (BEL)      | Faema-Van Hauwaert    | m. t.      |
| 7  | Louison Bobet (FRA)     | Mercier-Hutchinson-BP | m. t.      |
| 8  | Diego Ronchini (ITA)    | Bianchi-Pirelli       | m. t.      |
| 9  | Fred de Bruyne (BEL)    | Mercier-Hutchinson-BP | m. t.      |
| 10 | Aimé van Avermaet (BEL) |                       | m. t.      |

* Rik van Looy arriba quart però és desqualificat